# Synagoga v Telči
Bývalá synagoga v Telči z roku 1904 stojí východně od náměstí v ulici Na Parkáně jako č.p. 123.

## Historie a popis
V roce 1940 byla zabavena nacisty a vnitřní vybavení bylo zničeno. Po válce sloužila městu jako jesle a služebna Veřejné bezpečnosti. Policie zde následně sídlila až do roku 2004 (kdy se přestěhovala do nové budovy v Luční ulici).
V Hradební ulici se dochovala budova dřívější modlitebny, dnes č.p. 87. V obci se také nachází židovský hřbitov.

## 21. století
Od roku 2002 patří budova Federaci židovských obcí. V letech 2019–2021 si od ní prostory pronajímala galerie s kavárnou Gamoneum (Galerie moderního i nemoderního umění).